# Дик Трейси (персонаж)
Дик Трейси — главный герой серии комиксов Честера Гулда.

## Биография
Дик Трейси был простым, честным мужиком, который всего лишь хотел жить обычной жизнью, но то, что уготовила ему судьба, перевернуло всё с ног на голову. У Дика была подруга по имени Тесс Трухарт (Tess Trueheart), которую он сильно любил, и даже сделал ей предложение. После этого они отправились к родителям Тесс, чтобы сообщить им эту приятную новость. Когда Дик и Тесс пришли в магазин её родителей, то увидели, что его разграбила банда во главе бандитом по имени Биг Бой Каприз (Big Boy Caprice). Каприз оглушил Дика и похитил его подругу. Для того, чтобы спасти свою подругу Дик становится детективом в штатском. После спасения невесты, Дик принимает решение продолжить новую карьеру, используя новейшие технологии и свои отличные детективные навыки, веря в непоколебимость закона. Он настолько напугал преступников, что одного только его появления было достаточно, чтобы все они в ужасе разбегались.
Социальная значимость Дика с годами росла, и его имя покрылось славой. Он стал одним из величайших самопровозглашенных детективов. Дик работал в качестве федерального агента и даже был лейтенантом второго класса в войну. Его шпионские навыки нашли прекрасное применение в военно-морских силах. Спустя несколько лет у него появился прекрасный друг по имени Диет Смит (Diet Smith). В некоторых выпусках Дик даже отправляется на Луну и там сражается с силами пришельцев.
Дик приютил юного вора, который смотрел на него, как на героя, и назвал его Дик Трейси Младший. В течение двух десятилетий Дик никак не мог найти время для того, чтобы жениться на Тесс. В итоге она устала ждать и решила, что Дик любит только свою работу. Тесс вышла замуж за Эдуарда Нуремоха (Eduard Nuremoh), бейсбольного игрока, который, как вскоре выяснилось, хотел только её наследства. Она развелась с ним и вернулась к Дику. В итоге они всё-таки поженились накануне Рождества. Тесс родила ему мальчика и девочку, Бонни (Bonnie) и Джозефа (Joseph). Долгое время спустя она решила развестись с ним, но в итоге проблемы разрешились, и они отпраздновали 50-ю годовщину свадьбы. Дик, после 75-ти лет борьбы с преступностью, продолжает отстаивать закон.